# Mary Carew
Mary Louise Carew, później Armstrong (ur. 8 września 1913 w Medford, zm. 12 lipca 2002 w Framingham) – amerykańska lekkoatletka specjalizująca się w biegach sprinterskich, złota medalistka letnich igrzysk olimpijskich w Los Angeles (1932) w sztafecie 4 × 100 metrów.

## Sukcesy sportowe
- mistrzyni Stanów Zjednoczonych w biegu na 50 yardów – 1930[1]
- czterokrotna halowa mistrzyni Stanów Zjednoczonych w biegu na 40 yardów – 1929, 1930, 1931, 1932[2]

| Rok  | Miasto      | Zawody               | Konkurencja        | Wynik       |
| ---- | ----------- | -------------------- | ------------------ | ----------- |
| 1932 | Los Angeles | igrzyska olimpijskie | sztafeta 4 x 100 m | złoty medal |

## Rekordy życiowe
- bieg na 100 metrów – 12,3 (1932)